# Таптунов, Юрий Иванович
Таптуно́в Юрий Ива́нович (4 октября 1940 года — 29 декабря 1978 года) — советский офицер-подводник, командир электромеханической боевой части атомной подводной лодки К-171, участник трансокеанского перехода атомных подводных лодок с Северного на Тихоокеанский флот. Герой Советского Союза (25.05.1976). Капитан 2-го ранга-инженер (4.02.1977). Погиб при ликвидации аварии в реакторном отсеке подводной лодки.

## Биография

Таптунов Ю. И. в курсантской форме

Юрий Иванович Таптунов родился 4 октября 1940 года в городе Кременчуг Полтавской области УССР в семье служащего. Украинец. Окончил 10 классов школы № 4 города Кременчуга.
В Военно-Морском Флоте с июля 1959 года. Учился в Высшем военно-морском инженерном училище имени Ф. Э. Дзержинского. После его окончания с октября 1965 года проходил службу на первых ракетных атомных подводных лодках Северного флота: командиром группы первого дивизиона электромеханической боевой части (БЧ-5) АПЛ К-181, с июля 1966 — командир группы БЧ-5 141-го экипажа, с марта 1969 — командир группы БЧ-2 второго экипажа АПЛ К-170, с марта 1970 — командир группы БЧ-5 АПЛ К-395. С августа 1972 года командовал дивизионами БЧ-5 во втором экипаже АПЛ К-450 и в первом экипаже АПЛ К-475 (с января 1974 года). В 1965 году вступил в члены КПСС.

### Подвиг
Осенью 1975 года группа атомных подводных лодок Северного флота готовилась к переходу на Тихоокеанский флот. При смене флотов учитывалось желание офицеров. Командир БЧ-5 Ракетного подводного крейсера стратегического назначения «К-171» проекта 667Б 41-й дивизии подводных лодок Северного флота капитан 2 ранга Казаков по семейным обстоятельствам попросил оставить его на Северном флоте. В ноябре 1975 года на его должность был назначен капитан 3 ранга Таптунов, который готовил материальную часть лодки к походу.
Экипаж лодки в период с 15 января по 3 апреля 1976 года в составе группы атомных подводных лодок под общим командованием контр-адмирала В. К. Коробова совершил межфлотский переход с Северного на Тихоокеанский флот: через Атлантический океан, пролив Дрейка, в Тихий океан на Камчатку. В период 80-суточного похода, под командованием командира капитана 1 ранга Э. Д. Ломова, «К-171» прошла 21754 мили, из них под водой — 21641. Ни один механизм атомохода не вышел из строя. Но были и аварийные ситуации. Когда лодка на глубине 150 метров подходила к проливу Дрейка, в турбинном отсеке на неотключаемом участке трубопровода забортной воды образовался «свищ» из-за внутренней коррозии металла. Командиром корабля Ломовым и командиром БЧ-5 Таптуновым был выбран вариант заделки «свища» без всплытия в надводное положение или под перископ. Лодка всплыла до глубины 40 метров и снизила скорость до 6-8 узлов. В отсеке сравняли давление с забортным и заделали отверстие. Экипаж подводной лодки «К-171» выполнил правительственное задание на оценку «отлично», в чём была и заслуга командира БЧ-5 Юрия Таптунова.
Капитан 3-го ранга Ю. И. Таптунов в этом переходе выполнял обязанности командира электромеханической боевой части (БЧ-5) РПКСН) «К-171» проекта 667Б (командир ПЛ капитан 1-го ранга Ломов Э. Д.).
За успешное выполнение заданий командования и проявленные при этом мужество и отвагу Указом Президиума Верховного Совета СССР от 25 мая 1976 года капитану 3-го ранга Таптунову Юрию Ивановичу присвоено звание Героя Советского Союза с вручением ордена Ленина и медали «Золотая Звезда» (№ 11421). 4 февраля 1977 года Таптунову было присвоено звание капитан 2 ранга.

### Гибель

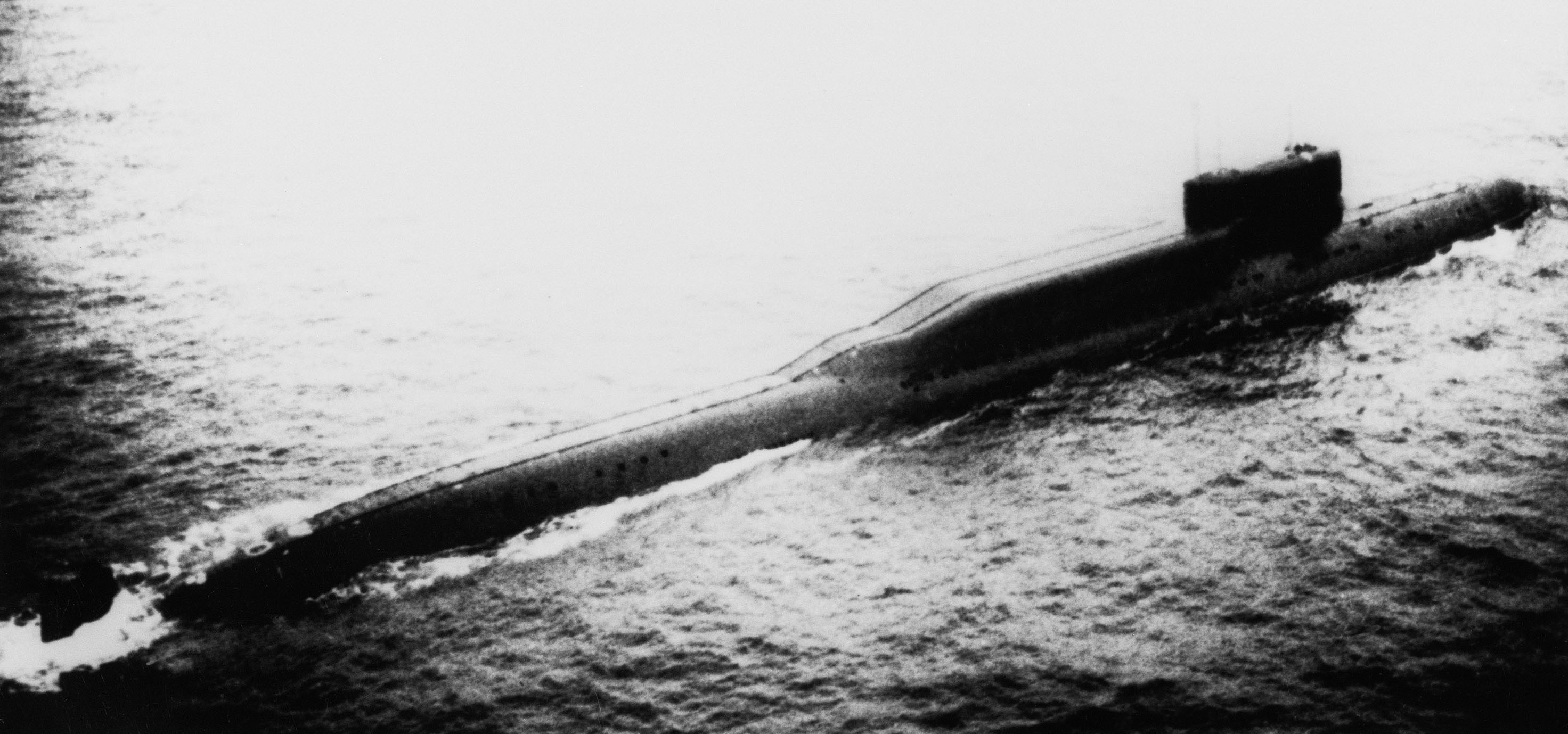
Атомная подводная лодка «К-171»

После межфлотского перехода капитан 2-го ранга Таптунов Ю. И. продолжал службу командиром электромеханической боевой части подводной лодки «К-171» на Тихоокеанском флоте. 29 декабря 1978 года подводный крейсер, успешно выполнивший учебные стрельбы в надводном положении, на одном реакторе возвращался в базу. Подводная лодка находилась в подводном положении близ Камчатки. Во время профилактических работ на «отдыхающем» реакторе, по ошибке личного состава — на крышку реактора попала вода. Таптунов лично возглавил работы по выведению реактора на полную мощность, чтобы выпарить воду и провентилировать аппаратную выгородку. Вместе с капитаном 2 ранга-инженером Шаровым Анатолием Егоровичем, помощником начальника ЭМС по живучести и старшиной команды, Таптунов он вошёл в аварийный реакторный отсек и приступил к ликвидации аварии на крышке реактора. Все трое погибли от запредельного температурного режима и удушения, но сумели ликвидировать аварию в реакторном отсеке.

Начальник Технического управления Северного флота контр-адмирал Н. Г. Мормуль так оценивал действия Таптунова в сложившейся ситуации: «В результате не слишком грамотных действий специалистов реакторного отсека произошла переопрессовка ёмкости [подпиточная ёмкость питательной воды в аппаратной выгородке, непосредственно у крышки реактора]. Сварной шов лопнул, и на крышку реактора вылилась питательная вода. <…> Желая скрыть аварию и устранить её последствия до прихода в базу, командир БЧ-5 посоветовался с помощником флагманского инженер-механика дивизии. Способ скрыть аварию придумали такой: вывести неработающий борт на мощность и, разогрев установку, выпарить разлитую воду и провентилировать отсек. [Командиру лодки капитану 1 ранга Э. Ломову об этих действиях доклада не последовало, в документах данное решение не фиксировалось] <…> На определённой стадии разогрева реактора командир БЧ-5, помощник начальника электромеханической службы и старшина команды специалистов реакторного отсека зашли в помещение реактора, чтобы оценить обстановку, и задраились там штатным люком. Температура быстро поднималась, вода выпаривалась, давление в помещении поднималось и достигло такого значения, когда усилием трёх человек люк для выхода открыть было уже невозможно. Командир БЧ-5 запросил помощь.
Когда дверь вскрыли, все трое находились без признаков жизни. Самое непостижимое — в реакторном помещении предусмотрена вентиляция — отсечная и общекорабельная, эти клинкеты имеют ручные и дистанционные приводы. Почему Топтунов, и, тем более, старшина команды трюмных (специалист реакторного отсека!) не воспользовались приводами, чтобы сравнять давление? Доподлинно, увы, это известно только Богу».
Юрий Иванович Таптунов похоронен на Аллее Героев Колпинского кладбища в городе Колпино.

## Семья
Юрий Иванович Таптунов был женат. Его сын Дмитрий Юрьевич (род. 2 апреля 1972 года) пошёл по стопам отца и стал моряком. В 1987 году окончил Ленинградского нахимовского училища, капитана 2 ранга. После увольнения в запас работал главным редактором журнала «Гринда», ведущим специалистом ЗАО «НИИ Специальных проектов», членом редколлегии ежеквартального информационно-аналитического журнала Санкт-Петербургского регионального отделения Общероссийской общественной организации «Союз Машиностроителей России».

## Награды и звания
- Герой Советского Союза (23 мая 1976 года, медаль «Золотая Звезда» № 11251);
- орден Ленина;
- медали[2], в том числе юбилейная медаль «100 лет — Подводные силы России 1906—2006» — посмертно (по решению Совета ветеранов моряков-подводников Санкт-Петербурга медаль вручена 22 августа 2007 года матери Таптунова — Анне Григорьевне Крохмалец)[8].

## Память
В Кременчуге на Алее Героев установлен мемориальная плита Ю. И. Таптунову.